# Futebol Clube de Alpendorada
Il Futebol Clube de Alpendorada è una società polisportiva portoghese con sede a Marco de Canaveses.

## Storia
La sezione sportiva ad aver raggiunto la maggior notorietà è quella di calcio a 5 che ha disputato alcune stagioni nella Primeira Divisão, massimo campionato nazionale.

## Rosa 2009/2010
| N. |                       | Ruolo | Calciatore |
| -- | --------------------- | ----- | ---------- |
|    | Portogallo (bandiera) | POR   | Baião      |
|    | Portogallo (bandiera) | POR   | Tozé       |
|    | Portogallo (bandiera) | POR   | Alex       |
|    | Portogallo (bandiera) | DIF   | Camarão    |
|    | Portogallo (bandiera) | LAT   | Ramada     |
|    | Portogallo (bandiera) | LAT   | Teixeira   |
|    | Portogallo (bandiera) | LAT   | João Leite |

| N. |                       | Ruolo | Calciatore |
| -- | --------------------- | ----- | ---------- |
|    | Portogallo (bandiera) | LAT   | Formiga    |
|    | Portogallo (bandiera) | LAT   | Lipa       |
|    | Brasile (bandiera)    | LAT   | Emerson    |
|    | Brasile (bandiera)    | PIV   | Mide       |
|    | Portogallo (bandiera) | PIV   | Tó         |
|    | Portogallo (bandiera) | UNI   | Miguel     |